# Ouragan Paul (2006)
La tempête tropicale Paul est la 17e dépression tropicale et la 16e tempête tropicale de la saison cyclonique 2006 pour le bassin nord-est de l'océan Pacifique. Le nom Paul avait déjà été utilisé en 1978, 1982, 1994 et 2000.

## Chronologie
L'ouragan Paul était un ouragan qui a finalement frappé le Mexique en tant que dépression tropicale en octobre 2006. Il s'est développé à partir d'une zone de temps perturbé le 21 octobre et s'est lentement intensifié à mesure qu'il se déplaçait dans une zone d'eaux chaudes et de cisaillement du vent progressivement décroissant. Paul a atteint le statut d'ouragan le 23 octobre, et plus tard dans la journée, il a atteint son intensité maximale de 165 km/h, un fort ouragan de catégorie 2 sur l'échelle de Saffir-Simpson. Un fort creux a transformé l'ouragan au nord et au nord-est en une zone de fort cisaillement vertical, et Paul s'est affaibli à une tempête tropicale le 24 octobre. Il s'est accéléré vers le nord-est, et après avoir passé une courte distance au sud de Baja California. Sur la circulation de bas niveau s'est découplée du reste de la convection. Paul s'est affaibli en une dépression tropicale le 25 octobre à une courte distance de la côte mexicaine, et après s'être brièvement détourné de la côte, il a touché terre au nord-ouest de Sinaloa le 26 octobre.
Paul a été le troisième ouragan à menacer l'ouest du Mexique au cours de la saison, les autres étant les ouragans John et Lane. Des vagues violentes ont tué deux personnes le long de Baja California Sur, tandis que des inondations ont été signalées à Sinaloa. Les dommages ont totalisé plus de 3,2 millions de dollars 2006 USD.